# Amazonis Planitia
L'Amazonis Planitia è una vasta pianura presente sulla superficie del pianeta Marte.
Si situa tra le regioni vulcaniche di Tharsis e di Elysium, ad occidente dell'Olympus Mons; appartiene alla maglia Memnonia, all'interno delle Valles Marineris.